# فرانك غورتن
فرانك غورتن (بالإنجليزية: Frank Gorton)‏ هو مدرب كرة سلة أمريكي، ولد في 1876، وتوفي في 20 مارس 1939 في كسينغتون في الولايات المتحدة بسبب نوبة قلبية.